# Luke Davies
Luke Davies,  född 13 mars 1962 i Sydney, är en australisk poesi-, roman- och pjäsförfattare. Hans mest kända verk är romanen Candy: A Novel of Love and Addiction (som filmatiserades 2006) och manuset till filmen Lion, som gav honom en Oscar-nominering för bästa manus efter förlaga. 

## Liv och karriär
Davies studerade konst vid University of Sydney. 
Hans första poesisamling Four Plots for Magnets gavs ut 1982 av S. K. Kelen på Glandular Press. Den kom i ny utgåva (med tillagd poesi och prosa), utgiven av Pitt Street Poetry, 2013.  Tillsammans med regissören Neil Armfield skrev han manus till filmen Candy från 2006 , baserat på hans egen roman Candy från 1997. Filmens huvudrollsinnehavare, Heath Ledger och Abbie Cornish, porträtterar två människor som kämpar med sitt heroinmissbruk.  Davies själv övervann ett eget heroinmissbruk 1990. 
Davies andra verk inkluderar romanerna Isabelle Navigator och Speed of Speed, och flera volymer poesi - Four Plots för magnets, Absolute Event Horizon, Running With Light, Totem och Interferon Psalms - samt talböckerna The Entire History of Architecture [...] and other love poems (Vagabond Press, 2001)  och The Feral Aphorisms (Vagabond Press, 2011).  Davies skrev manus för Air (en kortfilm från 2009 som han också regisserade),  Life,  Lion,  och Felix van Groeningens drama Beautiful Boy .  Han skall även skriva för Tom Hanks filmversion av Paulette Jiles  News of the World. 
Davies arbetar också som filmkritiker för den australiensiska tidskriften The Monthly, och skriver ibland bokrecensensioner och essäer för andra tidningar. Under 2010 vann Davies John Curtin-priset för journalistik, vid the Victorian Premier's Literary Awards  för sin essä The Penalty is Death,  som handlar om fängelselivet för Andrew Chan och Myuran Sukumaran, två narkotikasmugglare som satt i ett balinesiskt fängelse i väntan på sina dödsstraff. (De arkebuserades år 2015, vilket var både uppmärksammat och kontroversiellt.) 
År 2010 gavs hans barnbok Magpie ut av ABC Books. 
I maj 2017 gjorde ABC-programmet Australian Story en biografi över Davies liv i två delar.  

## Utmärkelser och nomineringar
- 1995: Turnbull Fox Phillips Poetry Prize, nominerad för Absolut Event Horizon
- 1998: Sydney Morning Heralds utmärkelse för "årets unga författare"
- 2000: Queensland Premier's Literary Awards, Judith Wright Poetry Prize för Running With Light
- 2004: The Age Poetry Book of the Year för Totem
- 2004: [Age Book of the Year] alla kategorier för Totem
- 2004: Grace Leven Prize for Poetry för Totem
- 2004: Philip Hodgins Memorial Medal på Mildura Writer's Festival [16]
- 2006: South Australian Premier's Awards, John Bray Poetry Award för Totem
- 2010: John Curtin-priset för journalistik vid the Victorian Premier's Literary Awards för essän The Penalty Is Death[17]
- 2011: Southern California Journalism Awards för essän The Cisco Kid (Finalist) [18]
- 2012: Prime Minister's Literary Awards poesivinnare för Interferon Psalms [19]
- 2016: Critics' Choice Movie Award för bästa anpassade manus för Lion (nominerad)
- 2016: Satellite Award för bästa anpassade manus för Lion (nominerad)
- 2016: AWFJ EDA Award för bästa anpassade manus för Lion (nominerad)
- 2016: Hamilton Behind the Camera Awards för manusförfattare för Lion (vann) [20]
- 2017: AACTA International Award för bästa manus för Lion (nominerad)
- 2017: USC Scripter Award för bästa manus för Lion (nominerad)
- 2017: Capri International Film Festival Award för bästa anpassade manus för Lion (vann) [21]
- 2017: BAFTA för bästa anpassade manus för Lion (vann)
- 2017: Oscar för bästa anpassade manus för Lion (nominerad)